# Рок-Айленд (Іллінойс)
Рок-Айленд (англ. Rock Island) — місто (англ. city) в США, в окрузі Рок-Айленд штату Іллінойс. Населення — 37 108 осіб (2020).

## Географія
Рок-Айленд розташований за координатами 41°28′23″ пн. ш. 90°35′7″ зх. д. / 41.47306° пн. ш. 90.58528° зх. д. (41.472952, -90.585160).  За даними Бюро перепису населення США в 2010 році місто мало площу 46,28 км², з яких 43,63 км² — суходіл та 2,65 км² — водойми.

## Демографія
Згідно з переписом 2010 року, у місті мешкало 39 018 осіб у 15 930 домогосподарствах у складі 9211 родини. Густота населення становила 843 особи/км².  Було 17422 помешкання (376/км²).
Расовий склад населення:
| - 72,3 % — білих - 18,3 % — чорних або афроамериканців - 1,8 % — азіатів - 0,3 % — корінних американців - 3,6 % — осіб інших рас |

До двох чи більше рас належало 3,7 %. Частка іспаномовних становила 9,4 % від усіх жителів.
За віковим діапазоном населення розподілялося таким чином: 22,4 % — особи молодші 18 років, 62,1 % — особи у віці 18—64 років, 15,5 % — особи у віці 65 років та старші. Медіана віку мешканця становила 37,0 року. На 100 осіб жіночої статі у місті припадало 92,2 чоловіків;  на 100 жінок у віці від 18 років та старших — 89,6 чоловіків також старших 18 років.
Середній дохід на одне домашнє господарство  становив 56 238 доларів США (медіана — 41 243), а середній дохід на одну сім'ю — 67 523 долари (медіана — 54 021). Медіана доходів становила 46 035 доларів для чоловіків та 35 802 долари для жінок. За межею бідності перебувало 22,6 % осіб, у тому числі 36,5 % дітей у віці до 18 років та 12,3 % осіб у віці 65 років та старших.
Цивільне працевлаштоване населення становило 17 730 осіб. Основні галузі зайнятості: освіта, охорона здоров'я та соціальна допомога — 28,7 %, виробництво — 14,9 %, роздрібна торгівля — 10,5 %, мистецтво, розваги та відпочинок — 9,7 %.

## Персоналії
- Едді Альберт (1906 — 2005) — американський актор театру, кіно і телебачення.